# Алмейда, Томаш де
Тома́ш де Алме́йда (порт. Tomás de Almeida; 11 сентября 1670, Лиссабон, Португалия — 27 февраля 1754, там же) — португальский кардинал. Епископ Ламегу с 6 декабря 1706 по 22 июля 1709. Епископ Порту с 22 июля 1709 по 7 декабря 1716. Патриарх Западного Лиссабона 7 декабря 1716 по 13 декабря 1740. Первый Патриарх Лиссабона с 13 декабря 1740 по 27 февраля 1754. Кардинал-священник с 20 декабря 1737 по 27 февраля 1754.

## Биография
Томаш де  Алмейда  учился в Лиссабонском колледже Санту- Антан с подготовкой к иезуитам по латыни, философии и риторике. 20 декабря 1688 года в возрасте 18 лет он принял портье в Королевском колледже Сан-Паулу в Университете Коимбры, где вскоре остался учиться.
В 1695 году заместитель инквизиции Лиссабона, 27 августа 1695 года был отправлен судьей в порт Порту. 1 июня 1702 года он стал помощником прокурора и заместителя казначейства Совета королевы, а также в качестве настоятеля церкви Сан-Лоренсу-де-Лиссабон. 